# Kirk Lightsey
Kirkland "Kirk" Lightsey (15. februar 1937 i Detroit, Michigan) er en amerikansk jazzpianist.
Lightsey har spillet med Dexter Gordon, Yusef Lateef, Betty Carter, Bobby Hutcherson, Sonny Stitt, Chet Baker, Woody Shaw, Clifford Jordan, Harold Land, Adam Taubitz etc.
Han var også med i gruppen The Leaders, en Moderne jazzgruppe, bestående af Arthur Blythe, Famoudou Don Moye, Cecil Mcbee, Chico Freeman, Lester Bowie og Lightsey selv.
Han har også indspillet i eget navn.